# Llista de monuments del Tarn

Mapa topogràfic del Tarn

Llista de monuments del Tarn (Migdia-Pirineus) registrats com a monuments històrics, bé catalogats d'interès nacional (classé) o bé inventariats d'interès regional (inscrit).
A data 31 de desembre de 2009, el departament del Tarn comptava amb 281 monuments històrics, dels quals 90 són catalogats i 191 inventariats.
La llista es divideix per districtes:
- Llista de monuments del districte d'Albi
- Llista de monuments del districte de Castres